# Algoritme van Gauss-Legendre
Het algoritme van Gauss-Legendre is een algoritme om de cijfers van het getal pi te berekenen. Het is genoemd naar de wiskundigen Carl Friedrich Gauss (†1855) en Adrien-Marie Legendre (†1833) die het theoretisch uitwerkten, maar toen nog geen rekenautomaat hadden om het toe te passen. Het is soms ook bekend als algoritme van Brent-Salamin naar Richard Brent en Eugène Salamin, die dit in 1975 toepasten.
Van 18 tot 20 september 1999 werden hiermee 206 miljard decimalen van pi berekend en het resultaat werd vergeleken met het algoritme van Plouffe (1995) en Bailey, Borwein (1997).
Begin:
{\displaystyle a_{0}=1\qquad b_{0}={\frac {1}{\sqrt {2}}}\qquad t_{0}={\frac {1}{4}}\qquad p_{0}=1}
Herhaal:
{\displaystyle a_{n+1}={\frac {a_{n}+b_{n}}{2}}},
{\displaystyle b_{n+1}={\sqrt {a_{n}b_{n}}}},
Het rekenkundig en geometrisch gemiddelde gekoppeld.

{\displaystyle t_{n+1}=t_{n}-p_{n-2}(a_{n}-b_{n})^{2}=t_{n}-p_{n}(a_{n}-a_{n+1})^{2}},

waarin {\displaystyle p_{n+1}=2p_{n}=2^{n+1}}, {\displaystyle t_{n+1}-t_{n}=-p_{n}(a_{n}-b_{n})^{2}/4}.
Einde: π wordt dan benaderd met
{\displaystyle \pi \approx a_{n+1}^{2}/t_{n}={\frac {(a_{n}+b_{n})^{2}}{4t_{n}}}}.
De eerste drie benaderingen ({\textstyle n=0}: {\textstyle 1{\frac {1}{2}}+{\sqrt {2}}\approx 2{,}91}) leveren:
{\displaystyle 3{,}140\dots }
{\displaystyle 3{,}14159264\dots }
{\displaystyle 3{,}14159265358979\dots }
Het aantal juiste cijfers in π verdubbelt met elke stap.
Het algoritme vraagt veel geheugenruimte voor precieze a,b,t-waarden hetzij (noot 4) optellingen, delingen en worteltrekking.